# رئيس إندونيسيا
رئيس إندونيسيا (بالإندونيسية: Presiden Republik Indonesia) هو رئيس الدولة ورئيس حكومة جمهورية إندونيسيا. يرأس الرئيس الفرع التنفيذي للحكومة الإندونيسية وهو القائد الأعلى للقوات المسلحة الوطنية الإندونيسية. منذ عام 2004 يتم انتخاب الرئيس ونائب الرئيس مباشرة لمدة خمس سنوات.
فرابوو سوبيانتو هو الرئيس الثامن والحالي لإندونيسيا. تولى منصبه في 20 أكتوبر 2024.

## الرئاسة

### متطلبات الترشح للمنصب
- دستور 1945: يجب أن يكون المرشح الرئاسي من أصل إندونيسي.
- الدستور المؤقت: يجب أن يكون المرشح الرئاسي مواطنًا إندونيسيًا لا يقل عمره عن 30 عامًا. لا يمكن أن يكون شخصًا يعتبر غير مرغوب فيه أو يتمتع بحقه في المشاركة في الانتخابات التي تم تجريدها. كما أنه مطلوب ألا يشارك في أي شركة خاصة.
- دستور عام 1945 المعدل: يجب أن يكون المرشح الرئاسي مواطناً إندونيسياً منذ ولادته، ولم يصبح مواطناً في دولة أخرى عن طيب خاطر، ولم يخون الأمة، وهو قادر جسدياً وعقلياً على أداء الواجبات. ينص الدستور المعدل أيضًا على أنه سيتم تحديد معايير أخرى بموجب القوانين. كما أن الرئيس مطلوب أن ينتمي لحزب سياسي أو ائتلاف من الأحزاب السياسية.
- القانون 2008 رقم 42 بشأن الانتخابات الرئاسية ونواب الرئيس، تنص أنه يجب على المرشح الرئاسي:

1. أن يضع في اعتباره الله في أفعاله وأقواله.[2]
2. أن يكون مواطناً إندونيسياً منذ ولادته، ولم يصبح عن طيب خاطر مواطناً لأمة أخرى.
3. لم يخون الأمة ولم يشارك في أي فساد أو نشاط إجرامي آخر.
4. يكون قادر جسديا وعقليا على أداء الواجبات.
5. أن يكون مقيماً إقامة دائمة في إقليم جمهورية إندونيسيا.
6. يبلغ عن ثروته إلى لجنة القضاء على الفساد.
7. ليس لديهم ديون فردية أو جماعية يمكن أن تحدث خسارة للدولة.
8. لم يتم إعلان إفلاسه بقرار من المحكمة.
9. لم تشارك في أي عمل حقير.
10. أن تكون مسجلاً كناخب.
11. أن يتم تسجيله في هيئة دفع للضرائب، وأن يكون قد دفع الضرائب لمدة خمس سنوات على الأقل.
12. لم يسبق أن شغل منصب رئيس الجمهورية لفترتين.
13. أن يكون مؤمنًا ببانتشاسيلا إندونيسيا، ودستور 1945، ورؤية إعلان الاستقلال الإندونيسي.
14. لم يُحكم عليه بالسجن منذ أكثر من خمس سنوات.
15. ألا يقل عمره عن 35 سنة.
16. قد تخرج على الأقل من المدرسة الثانوية العليا أو ما يعادلها.